# Eparchie čerkaská
Eparchie čerkaská je eparchie ukrajinské pravoslavné církve Moskevského patriarchátu.

## Území a titul biskupa
Zahrnuje správní hranice území Horodyščského, Drabivského, Zolotonošského, Kamjanského, Kanivského, Katerynopilského, Ševčenkivskokorsuňského, Smilského, Čerkaského, Čyhyrynského, Čornobajského a Špolského rajónu Čerkaské oblasti.
Eparchiálnímu biskupovi náleží titul biskup čerkaský a kanivský.

## Historie
Dne 30. prosince 1909 byl zřízen čerkaský vikariát kyjevské eparchie.
Roku 1992 byla Svatým synodem Ukrajinské pravoslavné církve zřízena samostatná čerkaská eparchie.
Dne 8. května 2008 byla z části území eparchie zřízena nová eparchie umaňská.

## Seznam biskupů

### Čerkaský vikariát kyjevské eparchie
- 1910–1921 Nazarij (Blinov)
- 1921–1923 Mykolaj (Brajilovskyj)
- 1923–1932 Filareta (Linčevskyj)

### Eparchie čerkaská
- 1992–2020 Sofronij (Dmytruk)
- od 2020 Feodosij (Snihirjov)